# Жиделі (Келеський район)
Жиделі́ (каз. Жиделі) — село у складі Келеського району Туркестанської області Казахстану. Входить до складу Ошактинського сільського округу.
У радянські часи село називалося Хлоппункт.
Населення — 1397 осіб (2021; 1194 у 2009, 936 у 1999, 730 у 1989).